# 한림고등학교
한림고등학교(翰林高等學校)는 대한민국 제주특별자치도 제주시 한림읍 옹포리에 있는 공립 고등학교이다.

## 학교 연혁
- 1963년 12월 27일 : 한림여자고등학교 보통과 3학급 한림여자중학교와 병설 설립 인가
- 1964년 3월 1일 : 초대 교장 조승옥 선생 취임
- 1964년 3월 9일 : 개교식 및 입학식, 개교기념일
- 1970년 3월 1일 : 학칙 변경으로 보통과 폐과, 가정과 3학급 신설
- 1970년 3월 1일 : 한림여자실업고등학교로 교명 변경
- 1983년 7월 19일 : 학칙 변경 상업과 6학급(남·여 각 3학급) 계 12학급 인가
- 1983년 7월 19일 : 학칙 변경 보통과 6학급(남·여 각 3학급)
- 1983년 7월 19일 : 학칙 변경 한림종합고등학교로 교명 변경
- 1985년 9월 1일 : 제주특별자치도 제주시 한림읍 월계로 74로 학교 이전
- 1987년 3월 1일 : 도교육청 지정 체육교육 연구학교
- 1989년 8월 28일 : 학칙 변경 한림고등학교로 인가(남·여 공학, 일반계 18학급)
- 1997년 3월 1일 : 교육과학기술부 지정 ‘과제 해결 연구 중심 학교’
- 2001년 3월 1일 : 교육과학기술부 지정 양성평등 연구학교
- 2003년 3월 1일 : 도교육청 지정 자율학교 시범 운영
- 2011년 4월 27일 : 기숙사 ｢한림학사｣ 개관
- 2021년 3월 1일 : 교육과학기술부 지정 고교학점제 선도학교
- 2021년 9월 21일 : 한빛관(다목적학습관) (2415.31m2) 개관
- 2024년 3월 1일 : 제30대 교장 장은경 선생 부임
- 2025년 1월 6일 : 제59회 졸업(졸업생 175명, 누적인원 10,400명)
- 2025년 3월 4일 : 제62회 입학(신입생 194명)

## 참고 자료
- 한림고등학교 - 한국교육학술정보원 학교알리미